# Euphorbia herman-schwartzii
Euphorbia herman-schwartzii är en törelväxtart som beskrevs av Werner Rauh. Euphorbia herman-schwartzii ingår i släktet törlar, och familjen törelväxter. IUCN kategoriserar arten globalt som starkt hotad. Inga underarter finns listade i Catalogue of Life.